# Amoral
Amoral – fiński zespół muzyczny, założony w 1997 roku w Helsinkach. Formacja początkowo tworzyła w stylistyce technicznego death metalu. Po 2004 roku zespół zwrócił się w stronę death metalu z wpływami thrash metalu. Z kolei od 2009 roku grupa tworzy muzykę power metalową.

## Historia

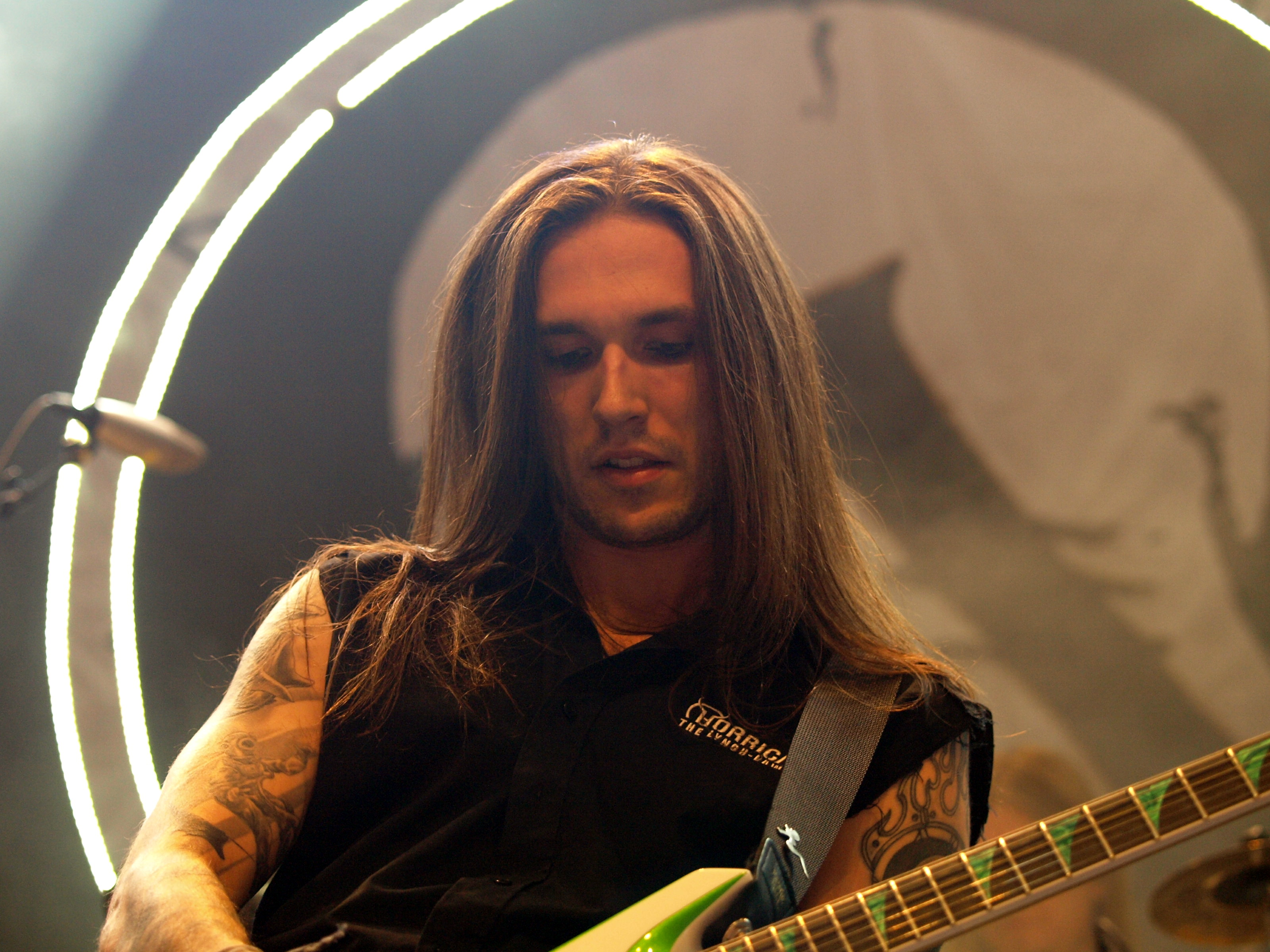
Ben Varon, 2012

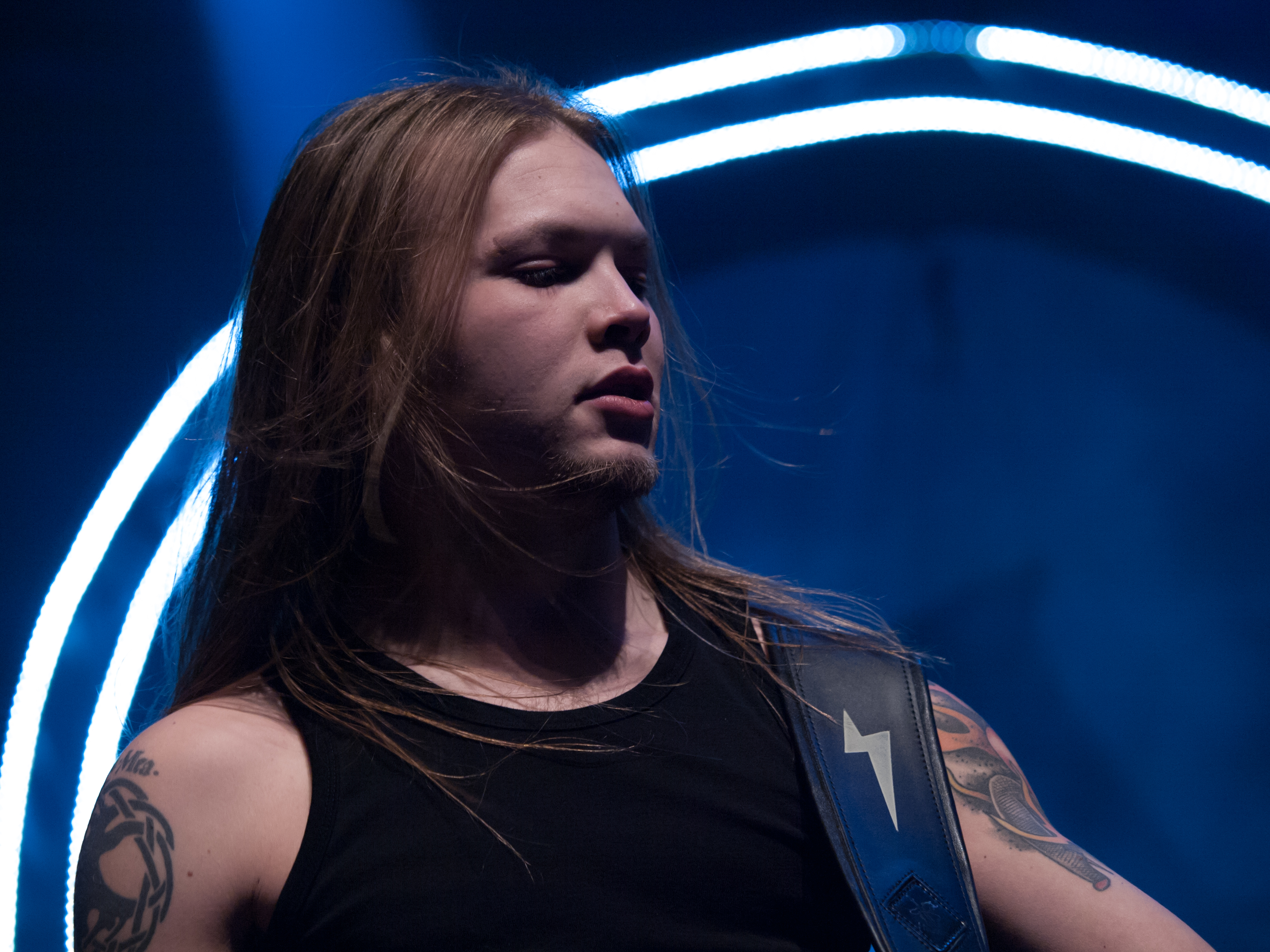
Pekka Johansson, 2012

Zespół utworzyli w 1997 roku wówczas nastoletni perkusista Juhana Karlsson i gitarzysta Ben Varon, wkrótce potem dołączył drugi gitarzysta Silver Ots. W 2000 roku do grupy dołączył wokalista Matti Pitkänen. W czteroosobowym składzie formacja nagrała pierwsze demo, które ukazało się rok później. W trakcie prac w studiu partie gitary basowej nagrał Silver Ots. Jeszcze w 2001 roku skład uzupełnił członek zespołu Moonsorrow – Ville Sorvali, który objął funkcję basisty.
Po wydaniu drugiego dema (Demo II) skład opuścił wokalista Matti Pitkänen, którego zastąpił Niko Kalliojärvi, mający w dorobku współpracę z lokalnym death-thrash metalowym zespołem Paingrin. W odnowionym składzie grupa nagrała demo pt. Other Flesh. Debiutancki album zespołu zatytułowany Wound Creations ukazał się 17 maja 2004 roku nakładem wytwórni muzycznej Rage of Achilles. Debiut był promowany podczas europejskiej trasy koncertowej w ramach której Amoral poprzedzał występy zespołów Finntroll i Naglfar. W międzyczasie z zespołu odszedł Ville Sorvali, którego zastąpił Erkki Silvennoinen.
4 października 2005 roku nakładem Spikefarm Records do sprzedaży trafił drugi album studyjny Amoral pt. Decrowning. Nagrania były promowane wideoklipem do piosenki "Lacrimal Gland". Rok później grupa dała szereg koncertów w Europie w ramach trasy wraz z Dark Funeral, Naglfar i Endstille. Muzycy wystąpili ponadto po raz pierwszy w Japonii.
15 sierpnia 2007 roku ukazała się trzecia płyta grupy pt. Reptile Ride. Wydawnictwo przysporzyło zespołowi pierwszy sukces komercyjny w rodzimej Finlandii, gdzie dotarło do 3. miejsca tamtejszej listy przebojów – Suomen virallinen lista. W ramach promocji do pochodzącego z albumu utworu "Leave Your Dead Behind" został zrealizowany teledysk. Po premierze skład Amoral opuścił Erkki Silvennoinen, w jego miejsce, w 2008 roku oficjalnie został przyjęty Pekka Johansson, który wspierał zespół wcześniej podczas koncertów. Zespół opuścił ponadto Niko Kalliojärvi, na rzecz death metalowego zespołu Lithuria. Również w 2008 roku do grupy dołączył wokalista Ari Koivunen – laureat fińskiej adaptacji talent show "Idol", który poświęcił karierę solową na rzecz występów w Amoral.
Czwarty album studyjny zespołu zatytułowany Show Your Colors ukazał się 6 maja 2009 roku nakładem wytwórni muzycznej Spinefarm Records. Promowana teledyskami do utworów "Gave Up Easy" i "Year Of The Suckerpunch" płyta uplasowała się na 19. miejscu fińskiej listy przebojów. Ponadto piosenka "Year of the Suckerpunch" dotarła do 19. miejsca listy najpopularniejszych singli w Finlandii. Rok później z zespołu odszedł Silver Ots. Jego następca Masi Hukari został przyjęty do zespołu dopiero w 2011 roku.
W nowym składzie Amoral nagrał piąty album studyjny pt. Beneath, który ukazał się 26 października 2011 roku nakładem Imperial Cassette. Płyta uplasowała się na 30. miejscu fińskiej listy przebojów. W ramach promocji do pochodzących z wydawnictwa piosenek "Silhouette" i "Wrapped In Barbwire" zostały zrealizowane teledyski. Rok później zespół po raz pierwszy zagrał w Stanach Zjednoczonych i Chinach. Natomiast jesienią muzycy dali szereg koncertów w Europie wraz z folk metalową formacją Ensiferum. Szósty album zespołu pt. Fallen Leaves & Dead Sparrows został wydany 14 lutego 2014 roku. Album uplasował się na 18. miejscu fińskiej listy przebojów. Nagrania były promowane teledyskiem do utworu "Blueprints". Pod koniec roku grupa udała się w europejską trasę koncertową poprzedzając występy szwedzkiej formacji Dark Tranquillity. W 2015 roku do zespołu powrócił Niko Kalliojärvi obejmując stanowisko trzeciego gitarzysty, a także wokalisty. W 2016 zespół wydał siódmy album pt. In Sequence. Pierwszy singel "Rude Awakening" został opublikowany w grudniu 2015 na łamach serwisu YouTube, natomiast drugi "The Next One To Go" pod koniec stycznia 2016.  
27 lipca 2016 zespół ogłosił rozwiązanie zespołu z początkiem roku 2017. Zespół był w trakcie trasy "Old School Tour" w Finlandii, gdzie grał tylko utwory z pierwszych trzech płyt. Trasa była zamknięciem kariery zespołu, a ostatni koncert ze wszystkimi obecnymi członkami zespołu odbył się 5 stycznia 2017 roku w klubie Tavastia w Helsinkach.

## Muzycy
| Ostatni skład zespołu - Juhana Karlsson – perkusja (1997-2017) - Ben Varon – gitara rytmiczna, gitara prowadząca (1997-2017) - Pekka Johansson – gitara basowa (2008-2017) - Ari Koivunen – wokal prowadzący (2008-2017) - Masi Hukari – gitara rytmiczna, gitara prowadząca, instrumenty klawiszowe (2011-2017) - Niko Kalliojärvi – wokal (2002-2008, 2015-2017), gitara rytmiczna, gitara prowadząca (2015-2017) |  | Byli członkowie zespołu - Silver Ots – gitara rytmiczna, gitara prowadząca (1997-2010), gitara basowa (2001) - Matti Pitkänen – wokal prowadzący (2000-2002) - Ville Sorvali – gitara basowa (2001-2004) - Erkki Silvennoinen – gitara basowa (2004-2007) Muzycy koncertowi - Valtteri Hirvonen – gitara rytmiczna, gitara prowadząca (2010) |

## Dyskografia

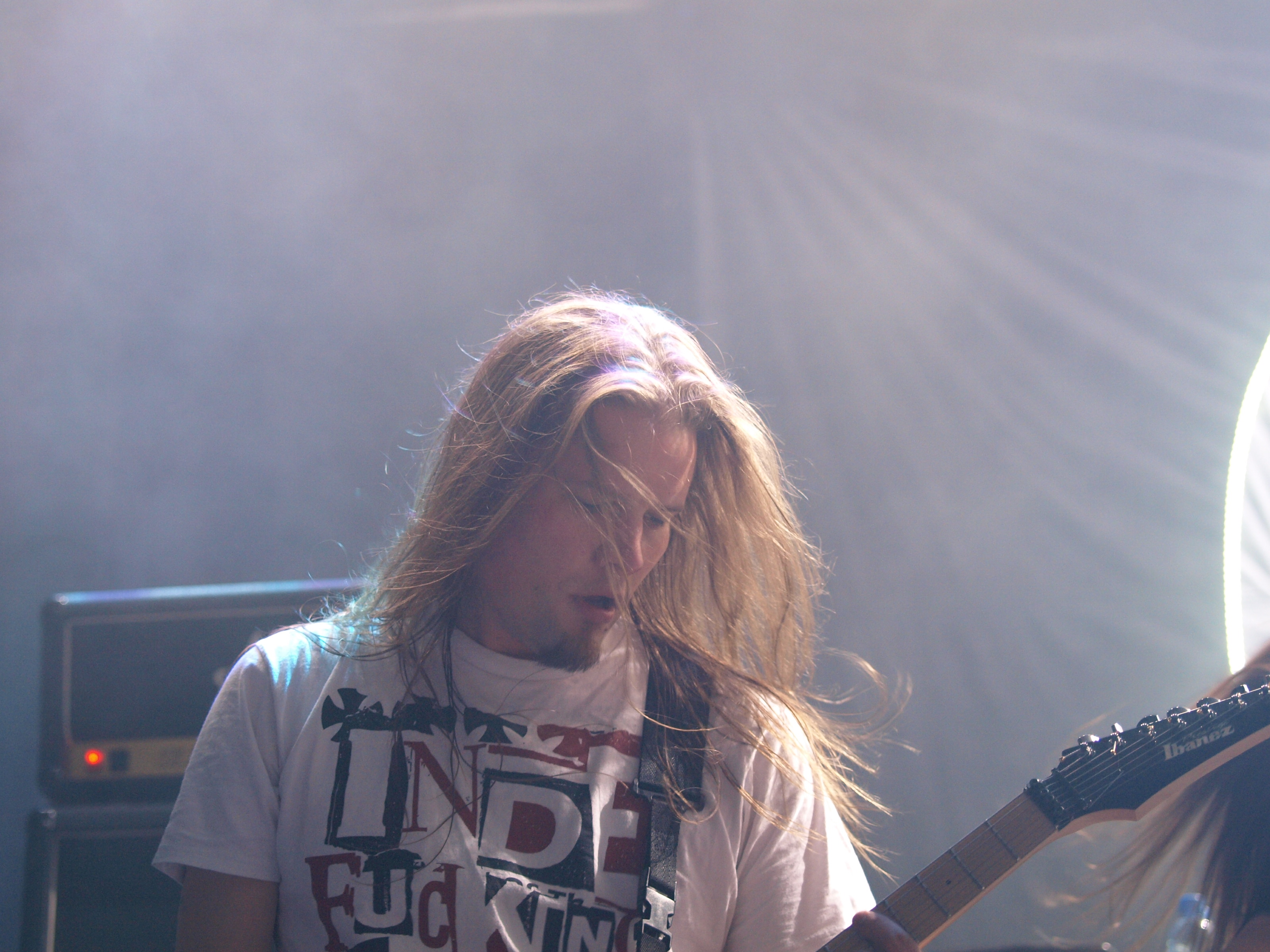
Masi Hukari, 2012

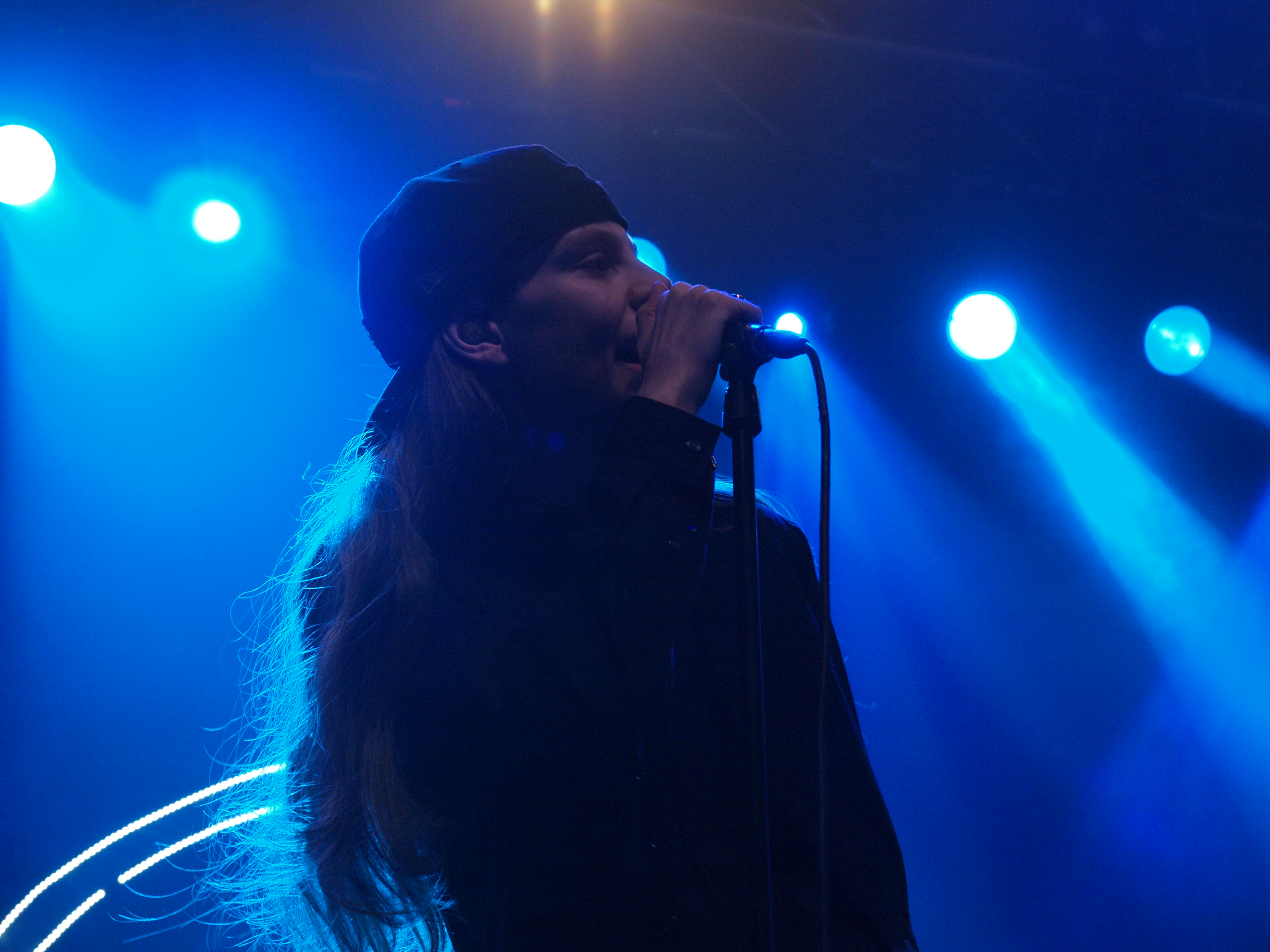
Ari Koivunen, 2012

Albumy studyjne
| Wound Creations               | - Data: 17 maja 2004 - Wydawca: Rage of Achilles          | —  |
| Decrowning                    | - Data: 4 października 2005 - Wydawca: Spikefarm Records  | —  |
| Reptile Ride                  | - Data: 15 sierpnia 2007 - Wydawca: Spikefarm Records     | 5  |
| Show Your Colors              | - Data: 6 maja 2009 - Wydawca: Spinefarm Records          | 19 |
| Beneath                       | - Data: 26 października 2011 - Wydawca: Imperial Cassette | 30 |
| Fallen Leaves & Dead Sparrows | - Data: 14 lutego 2014 - Wydawca: Imperial Cassette       | 18 |
| In Sequence                   | - Data: 5 lutego 2016 - Wydawca: Imperial Cassette        | 29 |
| "—" album nie był notowany.   |                                                           |    |

Single
| "Leave Your Dead Behind" / "The Naked Sun" | 2007 | —  | Reptile Ride     |
| "Year of the Suckerpunch"                  | 2009 | 19 | Show Your Colors |
| "Burn"                                     | 2014 | —  | —                |
| "Rude Awakening"                           | 2015 | —  | In Sequence      |
| "—" singel nie był notowany.               |      |    |                  |

## Teledyski

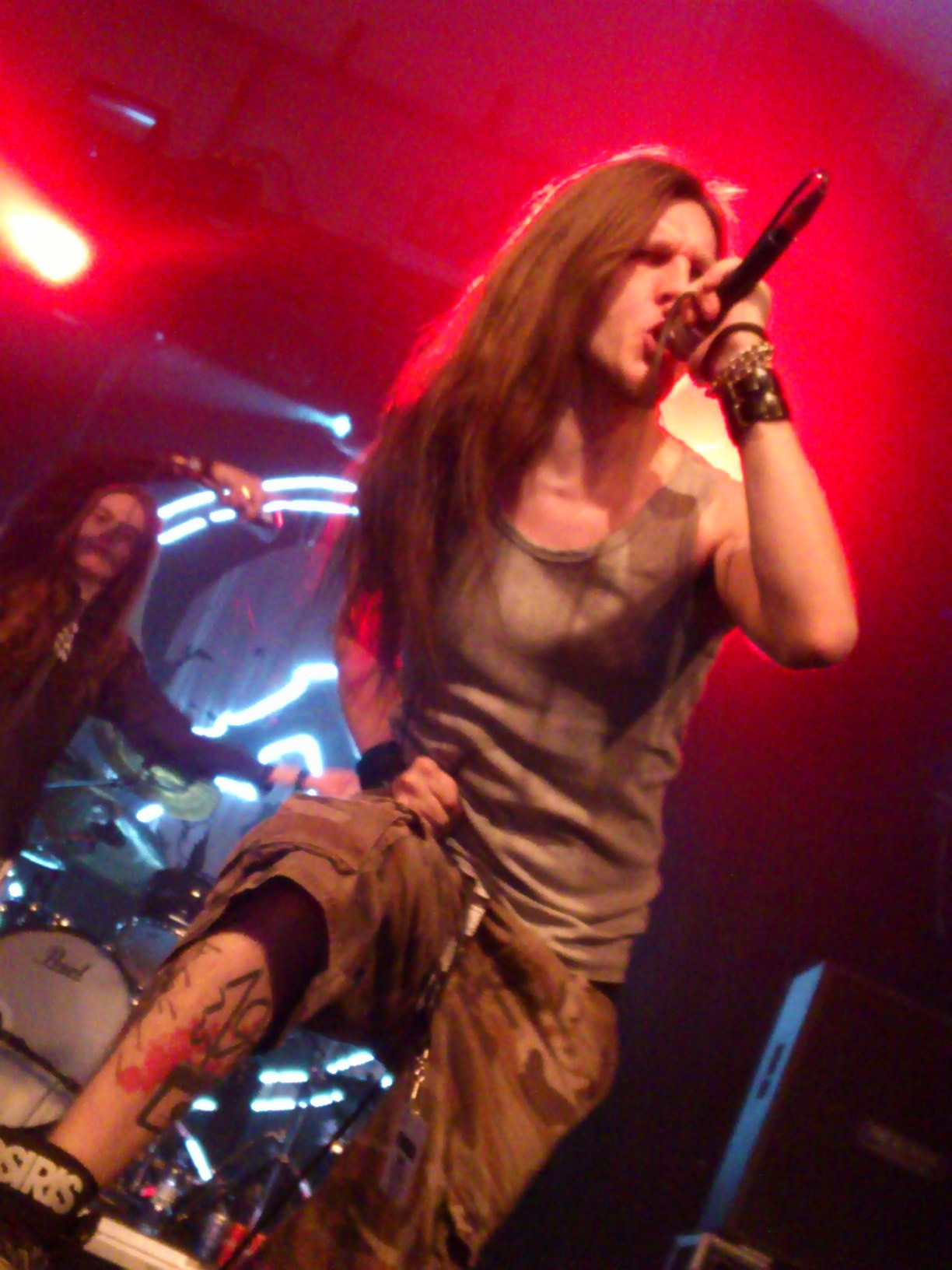
Niko Kalliojärvi, 2014

| Tytuł                     | Rok  | Reżyseria/Realizacja | Album                         | Źródło |
| ------------------------- | ---- | -------------------- | ----------------------------- | ------ |
| "Lacrimal Gland"          | 2005 | —                    | Decrowning                    | [ 7 ]  |
| "Leave Your Dead Behind"  | 2007 | —                    | Reptile Ride                  | [ 11 ] |
| "Gave Up Easy"            | 2009 | —                    | Show Your Colors              | [ 17 ] |
| "Year Of The Suckerpunch" | 2009 | —                    | Show Your Colors              | [ 18 ] |
| "Silhouette"              | 2011 | —                    | Beneath                       | [ 22 ] |
| "Wrapped In Barbwire"     | 2012 | Valtteri Hirvonen    | Beneath                       | [ 23 ] |
| "Blueprints"              | 2014 | —                    | Fallen Leaves & Dead Sparrows | [ 25 ] |
| "Rude Awakening"          | 2016 | —                    | In Sequence                   | [ 34 ] |

## Nagrody i wyróżnienia
| Rok  | Kategoria                      | Tytułem      | Nagroda              | Nota       | Źródło |
| ---- | ------------------------------ | ------------ | -------------------- | ---------- | ------ |
| 2012 | Band of the year 2011          | Amoral       | Finnish Metal Awards | 5. miejsce | [ 35 ] |
| 2012 | Album of the year 2011         | Beneath      | Finnish Metal Awards | 3. miejsce | [ 35 ] |
| 2012 | Vocalist of the year 2011      | Ari Koivunen | Finnish Metal Awards | 4. miejsce | [ 35 ] |
| 2012 | Musician of the year 2011      | Ben Varon    | Finnish Metal Awards | 5. miejsce | [ 35 ] |
| 2012 | Album artwork of the year 2011 | Beneath      | Finnish Metal Awards | 5. miejsce | [ 35 ] |